# Makoua
Makoua este un oraș din Republica Congo.